# 1. proletarska brigada (NOVJ)
Za druge 1. brigade glejte 1. brigada.
1. proletarska brigada (srbohrvaško 1. proleterska brigada) je bila brigada v sestavi Narodnoosvobodilne vojske in partizanskih odredov Jugoslavije in ki je delovala med drugo svetovno vojno na področju Kraljevine Jugoslavije.

## Zgodovina
Na podlagi odloka Politbiroja KPJ je Vrhovni štab NOPOJ 21. decembra 1941 ustanovil 1. proletarsko narodnoosvobodilno udarno brigado. Brigado je sprva (poleg štaba in prištabnih enot) sestavljalo pet bataljonov: 1. črnogorski, 2. črnogorski, 3. kragujevški, 4. kraljeviški in 5. šumadijski bataljon; pozneje so brigadi dodali še 6. beograjski bataljon. Prvotno je Politbiro nameraval ustanoviti brigado, katero bi sestavljali izbrani najboljši partizani iz vseh narodnosti Jugoslavije, a to nikoli ni bilo realizirano. Tako je Tito še v začetku januarja 1942 zahteval, da se v brigado pošlje 300 najboljših borcev iz Hrvaške, a to se ni nikoli zgodilo. Brigada je tako predstavljala močno mobilno rezervno enoto Vrhovnega štaba NOPOJ.
Brigadni ognjeni krst je potekal med 22. in 23. decembrom istega leta, ko se je brigada na področju Gaočića in Mioča spopadla s sovražnikom; partizanom je uspelo zajeti 124 italijanskih vojakov. V spomin na bitko je bil po vojni uveden spominski dan. 

## Organizacija
- štab
- 1. črnogorski bataljon
- 2. črnogorski bataljon
- 3. kragujevški bataljon
- 4. kraljeviški bataljon
- 5. šumadijski bataljon
- 6. beograjski bataljon

## Poveljstvo
Poveljnik
- Koča Popović

Politični komisar
- Filip Kljajić - Fića